# Corvus Fusion
Corvus Fusion je dvosedežno lahko športno letalo madžarskega proizvajalca Corvus Hungary.Fusion ima nizko nameščeno krilo. Krilo ima simetrični profil, kar mu omogoča hrbtno letenje in izvajanje nekaterih letalskih manevrov. Na demonstracijskih letih je izvedel npr. lupinge in sodčke.
Grajen je večinoma iz kompozitnih materialov. Pristajalno podvozje je lahko tipa tricikel ali pa ima repno kolo Letalo se za večjo varnost lahko opremi s balističnim reševalnim padalom

## Specifikacije
Podatki iz Corvus-Hungary website
Splošne značilnosti
- Posadka: 2
- Dolžina: 22 ft 0 in (6,7 m)
- Razpon kril: 27 ft 4 in (8,33 m)
- Višina: 7 ft 6 in (2,28 m)
- Površina kril: 116,62 sq ft (10,834 m2)
- Teža praznega letala: 647 lb (293,7 kg)
- Bruto teža: 1.323 lb (600 kg)
- Pogon letala: 1 × ULPower 260iSA , 107 hp (80 kW)

Zmogljivost
- G-omejitev: +6/-3